# Olst-Wijhe
Olst-Wijhe là một đô thị ở tỉnh Overijssel phía đông Hà Lan. Đô thị này giáp các đô thị thuộc Overijssel Zwolle về phía bắc, Raalte về phía bắc và đông và Deventer về phía nam; và các đô thị thuộc Gelderland Voorst, Epe và Heerde về phía tây.